# Félix Escobar Sobrinho
Félix Escobar Sobrinho ( Miracema, Rio de Janeiro, 22 ou 23 de março de 1923 - Setembro ou Outubro de 1971), filho de José Escobar Sobrinho e Emília Gomes Escobar, foi um servente de pedreiro e militante do Partido Comunista Brasileiro (PCB) e Movimento Revolucionário 8 de Outubro (MR-8).
Participou da luta armada contra a ditadura militar brasileira (1964-1985), sendo visto pela última vez entre setembro e outubro de 1971, em Nova Iguaçu, no estado do Rio de Janeiro, quando foi capturado na casa do amigo e também militante João Joaquim Santana. O restos mortais de Félix Escobar Sobrinho ainda não foram encontrados, sendo o seu desaparecimento alvo de investigação da Comissão Nacional da Verdade.

## Biografia
Félix Escobar Sobrinho nasceu em 22 ou 23 de março de 1923, em Miracema, no estado do Rio de Janeiro. Era filho de José Escobar Sobrinho, um pequeno proprietário camponês e Emília Gomes Escobar. Os seus amigos contam que ele sempre teve uma vida humilde, crescendo em um casebre que tinha péssimas condições. O militante, se mudou para o bairro de Pilar, em Duque de Caxias, na Baixada Fluminense, no ano de 1942. Casou com Raymunda Cardoso Escobar, com quem teve seis filhos, mas ficou viúvo em 1965. Porém casou novamente com Irani, com quem teve mais dois filhos.
Félix Escobar, trabalhou como camponês, comerciário, pedreiro, servente de obras, instalador de persianas e foi um dos fundadores do Sindicato dos Trabalhadores Rurais de Duque de Caxias, em 1962. Também ajudou na organização dos camponeses do distrito de Xerém, Capivari e São Lourenço, onde chegou a mobilizar mais de mil camponeses em prol de uma grande vitória por disputa de terras. O militante também fez parte do Sindicato dos Empregados no Comércio de Duque de Caxias e São João de Meriti trabalhando como tesoureiro.  Em 1950, Félix Escobar, também participou da campanha em defesa do petróleo brasileiro. O militante atuou também na diretoria do Sindicato dos Comerciários do Rio de Janeiro. Félix, fez parte do Partido Comunista Brasileiro (PCB) e do Movimento Revolucionário 8 de Outubro (MR-8). Nesse último esteve completamente envolvido nas manifestações pré-64 de Capivari e São Lourenço. Após o golpe de estado de 1964, Félix Escobar Sobrinho, chegou a ficar preso por 12 dias. Porém após ser libertado, teve que passar a viver na clandestinidade.
No final de 1970, após filiar-se ao Movimento Revolucionário 8 de Outubro (MR-8), sua casa foi invadida por dezenas de agentes dos órgãos de repressão da ditadura, que espancaram um de seus filhos, em uma tentativa de descobrir a possível localização de armas. Porém nessa época, o militante já morava na cidade de Feira de Santana, no interior da Bahia. No ano de 1971 como é mencionado no livro, Minhas Crônicas, de Antonio Paiva Rodrigues, Félix Escobar, teria se mudado para Salvador, indo morar na residência da militante Iara Iavelberg, companheira de Carlos Lamarca, em um disfarce onde se apresentavam como Pai e Filha.

## Prisão e desaparecimento
Apesar de não existir uma certeza sobre a data e o local do sequestro do militante Félix Escobar, o que se sabe é que o mesmo ocorreu entre os meses de setembro e outubro de 1971. Existem duas versões sobre o sumiço do militante, como apontado no livro-relatório da CEMDP. A primeira versão conta que Félix Escobar foi sequestrado no mês de Outubro, na casa de seu amigo e parceiro de militância, João Joaquim Santana, no município de Nova Iguaçu, no estado do Rio de Janeiro.
Porém existe uma segunda versão que indica que o militante foi preso em Belfort Roxo, na região metropolitana do Rio de Janeiro, por circunstancias ainda não esclarecidas pelas autoridades. Na época o então preso político César Queiroz Benjamin afirmou ter visto Félix Escobar Sobrinho, sendo levado por agentes da repressão do DOI-CODI para o quartel da Polícia do Exército da Vila Militar, no Rio de Janeiro.

### Relatório do ministério do Exército
Um relatório do ministério do exército, que foi exibido em 1993, mostra que o militante Félix Escobar Sobrinho foi detido por ligação a atividades consideradas "terroristas" pelos órgãos de repressão do governo, e que o mesmo frequentava a pedreira do Xerém, em Duque de Caxias. Em um outro relatório da Marinha, disponibilizado pela Comissão Nacional da Verdade, consta que um militante de nome Felix Martins Escobar, em junho de 1975, já teria sido preso por atividades terroristas e que o mesmo, também, frequentava a pedreira do Xerém.

### Entrevista a Folha de S.Paulo
No dia 28 de janeiro de 1979, foi publicada uma matéria pelos jornalista Ana Lago e Antônio Henrique Lago, da Folha de S.Paulo, onde entrevistaram um general, que trabalhava dentro dos órgãos de repressão da ditatura militar, e que mencionava um relatório que atestava a morte de Félix Escobar Sobrinho e de mais 12 desaparecidos. No final da matéria existe um pequeno capítulo chamado "Os Feitos", nele está escrito "Estes são os nomes das pessoas cujas fichas estavam no "necrotério‟ de um órgão de segurança em dezembro de 1973 e que são dadas como desaparecidas pelas famílias e pelas organizações de defesa dos direitos humanos, de acordo com as informações colhidas junto a um oficial que atuou em função de comando na época."  O sexto nome que pode ser encontrado na lista é o de Félix Escobar, indicando que o mesmo foi preso em outubro de 1971.

### Livro: Desaparecidos Políticos
Reinaldo Cabral e Ronaldo Lapa, lançaram o livro Desaparecidos Políticos, em 1979, e nele existe um trecho em que o preso político Nilson Venâncio relata que: "Quando eu estava preso na Bahia, soube, por intermédio de José Carlos Moreira, preso na mesma circunstância, que teria saído no jornal o atropelamento de uma pessoa, de nome Félix Escobar Sobrinho. Um caso típico de tantas outras mortes que ocorriam no interior do DOI-CODI e que depois eram ditas como sendo atropelamento".

## Investigação
Na investigação, a Comissão Nacional da Verdade concluiu que Felix Escobar desapareceu no ano de 1971 na cidade do Rio de Janeiro, após ter sido detido por agentes da repressão do estado brasileiro, em virtude de graves violações dos direitos humanos promovidas pela ditadura militar, implantada a partir de abril de 1964 no país. A Comissão Nacional da Verdade, recomenda a retificação da certidão de óbito de Félix Escobar, como a continuação das investigações sobre os motivos que ocorreram o desaparecimento do mesmo, para que encontrem os seus restos mortais e a identificação e punição dos agentes envolvidos.
Em 4 de dezembro de 1995, a Lei nº 9.140/95, reconheceu como mortas todas as pessoas desaparecidas entre o período de 2 de setembro de 1961 a 5 de outubro de 1988. Indicando o governo brasileiro como responsável pelo desaparecimento de Félix Escobar Sobrinho.